# مورچه‌خوار درختی شمالی
مورچه‌خوار درختی شمالی (نام علمی: Tamandua mexicana) نام یک گونه از سرده مورچه‌خوار درختی است.